# 그라타케카

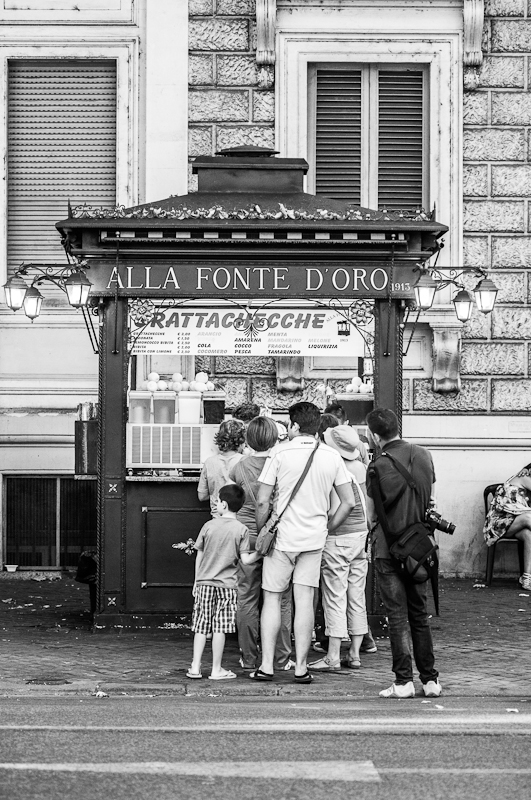
알라 폰테 도로 키오스크. 로마에서 가장 오래된 키오스크로 1913년부터 관광객 명소로 자리 잡은 곳이다.

그라타케카(이탈리아어:Grattachecca)는 이탈리아 로마에서 유래한 가장 유명한 디저트로 키오스크나 바에서 먹는 찬 후식이다. 달게 얼음 과자로 만들어 먹는다.
그라타케카는 고대 로마의 독재자 막시무스 때부터 만들기 시작한 것으로 알려져 있는데 당시 그는 로마에 눈을 가져오기 위해 아펜니노산맥의 테르미닐로 산에서 눈을 가져와 그 눈에 단 시럽을 얹어 빙수로 만들어 먹었다.

## 같이 보기
- 빙수
- 카키고리
- 빙수 (한국 음식)
- 바오빙
- 할로할로